# 夢咲りぼん
夢咲 りぼん（ゆめさき りぼん、1993年2月9日 - ）は、日本のAV女優。マークスジャパン所属。
身長:156cm。スリーサイズ:B80(C65)・W58・H83cm。血液型:A型。趣味:手芸。

## 略歴・人物
千葉県出身。2012年にデビューしたロリ系・貧乳のAV女優。

## 出演作品

### アダルトDVD
2012年
- 処女喪失 加藤美佳 18歳（6月21日、SODクリエイト）※「加藤美佳」名義

2013年
- ジョギング狩り!! 3（5月10日、MAD）他出演:大崎美佳、水希杏、三浦まい
- 美少女即ハメ白書 12（5月21日、ソクハメラボ）他出演:聖菜アリサ、綾瀬れん、かなでゆき
- 制服美少女と性交（7月5日、ドリームチケット）
- 制服女子校生と中出し乱交（10月1日、ZUKKON/BAKKON）共演:湊莉久、彩城ゆりな、白石はるか、吉川いと、安達まどか
- 制服美少女の手淫 vol.2（11月8日、ドリームチケット）他出演:篠宮ゆり、吉見りいな、成宮ルリ、野宮さとみ、田丸みく、ほのか美空、藤嶋唯、上戸そら
- 究極の中出し近親相姦企画 最愛の息子に伝えたい… 妊娠させるための性教育 6 6中出し受精スペシャル（12月19日、ディープス）共演:風間ゆみ、知花メイサ、愛須心亜

2014年
- 痴漢映画館 7 こんな所で…なのに、なのに私ったら…!（1月7日、アタッカーズ）主演:瞳リョウ
- 「ねぇ?あたしと一緒にチャットでいっぱ〜いHなことしよ♥」 制服美少女!ピチャピチャ潮吹きLIVEチャットオナニー 4時間DX vol.04（3月7日、VALEX）他出演:高秀朱里、通野未帆、橋本莉奈、あゆみ翼、山口二菜
- 初潮をむかえたウブマ○コたちが図書館で声を殺しながらロリコン教師に性教育と称してエロマ○コへと開発される（3月20日、V&Rプロダクツ）他出演:小西まりえ ほか
- キミだけに語りかけ! ロリっ娘20人!オマ●コぴちゃぴちゃ指入れ自画撮りオナニー 4時間DX vol.09（5月16日、ロリ専科）他出演:中谷美結、小林るな、小西まりえ、風花ゆめ、青井いちご、琴音さら、相沢れおな、鳴海すず、高秀朱里、月野詩、辻井ゆう、さくらあきな、桜ちずる、愛須心亜、あゆみ翼、松岡セイラ、乙葉ななせ ほか

### イメージDVD
- みじゅくなワタシ（2012年10月23日、INTEC Inc）※「七夕りぼん」名義
- つるるんベイベー処女（2012年11月16日、心交社）※「七夕りぼん」名義